# An Nam Độc lập Đảng
An Nam Độc lập Đảng (tiếng Pháp: Parti Annamite d'Indépendance, PAI / tên gọi ban đầu: Đảng Việt-Nam Độc-lập) là một tổ chức chính trị của người Việt thành lập ở Pháp vào tháng 6 năm 1927, đến năm 1929 thì bị chính quyền sở tại buộc giải tán.

## Lịch sử
An Nam Độc lập Đảng thành hình do nhóm người Việt thiên tả hoạt động tại Pháp. Tờ Việt Nam hồn cùng những ấn phẩm tiếp theo như Phục quốc, L'Ame Annamite, và La Nation Annamite, tất cả của Nguyễn Thế Truyền được dùng làm cơ quan liên lạc của Đảng.
Phần lớn thành viên thuộc giới thợ thuyền và sinh viên.
Hoạt động của Đảng tập trung ở một số thành phố lớn của Pháp nơi có nhiều người Việt cư ngụ như Marseilles, Toulouse, và Lyon. Tổ chức Association mutuelle des Indochinois của Bùi Quang Chiêu lúc bấy giờ là một đoàn thể có uy thế lớn trong cộng đồng người Việt ở Pháp đã ngả dần theo nhóm của An Nam Độc lập Đảng để rồi chính tổ chức đó tuyên bố giải thể vào tháng 3 năm 1927, nhường chỗ cho An Nam Độc lập Đảng.
Đường lối của Đảng khác hẳn xu hướng hợp tác với chính quyền thực dân của Đảng Lập hiến Đông Dương của Bùi Quang Chiêu. Với Nguyễn Thế Truyền làm chủ tịch, tuy có nhiều đảng viên thiên hướng cộng sản chủ nghĩa, Đảng Độc lập cũng không đồng tình với Đảng Cộng sản và dứt khoát không chấp nhận địa vị phụ thuộc Đảng Cộng sản Pháp tuy lúc đầu được Đảng Cộng sản Pháp giúp đỡ. Đảng Cộng sản Pháp sau đó chủ trương lập một nhánh riêng cho người Việt. Sau đó Đảng Cộng sản Đông Dương thành lập theo chỉ thị của Quốc tế Cộng sản. Theo Nguyễn Thế Truyền thì không nên bàn về chủ nghĩa cộng sản khi dân tộc còn bị nô lệ. Ưu tiên phải đặt vào việc vận động đoàn kết mọi tầng lớp xã hội.
Ngày 1 Tháng 4 năm 1928 dưới sự điều hành của Tạ Thu Thâu thay thế cho Nguyễn Thế Truyền, Đảng công bố bản Tuyên ngôn, đòi chính phủ Pháp phải tức khắc trả độc lập cho Việt Nam và nếu cần thì sẽ dùng bạo động giành lại từ tay người Pháp. Văn bản đó bắt đầu với câu: "Lời kính-cáo cùng đồng-bào của Đảng Việt-Nam Độc-lập..." Với lập trường thiên theo Đệ Tứ Quốc tế của Tạ Thu Thâu, Đảng bị nhóm Đệ tam công kích.
Tháng 9 năm 1928, Toàn quyền Đông Dương đề nghị với Bộ Nội vụ Pháp thu hồi giấy phép của Đảng. Nghị định này được thông qua vào tháng 12 năm đó và nhà chức trách Pháp mở cuộc truy lùng, bắt giam các đảng viên. Đảng tan vỡ, nhường chỗ cho Đảng Cộng sản là tổ chức chính trị duy nhất còn lại có người Việt tham gia ở Pháp.
Sau này Tạ Thu Thâu về lại Việt Nam và thành lập phong trào Đệ Tứ Quốc tế tại Việt Nam.